# Microsoft Windows的历史
本文为Microsoft Windows（由微软开发的计算机操作系统）的發展歷史。

## 以DOS为基础的早期Windows
1983年11月10日，微軟對外宣布在MS-DOS（自1981年植根在IBM電腦上的操作介面）上開發一個圖形用戶界面操作系統，即微軟視窗系统（Microsoft Windows）。

### Windows 1.0
微軟在1985年推出了第一版的Microsoft Windows——Windows 1.0，但因功能不足而未獲用戶歡迎。它原本稱為Interface Manager，但微軟的市場主管Rowland Hanson認為Windows這個名字比較能吸引消費者。
Windows 1.0並不是完整的操作系統，而是對MS-DOS的拓展，因此亦繼承了後者的問題。而且附帶的應用程式功能太過薄弱，無法吸引企業用户。
再者，和蘋果公司間的法律爭議限制了它的功能。例如視窗只能平鋪在螢幕上，而不能互相重叠，也沒有檔案回收筒。微軟後來和蘋果簽署一份專利授權協定才解決這兩個問題。

### Windows 2.0和Windows 2.1x
1987年微軟發行Windows 2.0，比起上一版本較受歡迎。主要原因是微軟發行「執行時期版本」的Excel和Word for Windows，即是程式可於MS-DOS執行，然後自動啟動Windows，結束程式時同時關閉Windows。
Aldus Pagemaker的Windows版本亦開始發行，成為Windows的一大支援。電腦歷史學家認為這是第一個由微軟以外的軟體商發行的重要程式，標誌着Windows成功的開始。
2.0x版本使用真實模式記憶模式，限制了最多只可運用1024KB記憶體。後期再發行兩個版本，分別為Windows/286 2.1和Windows/386 2.1。Windows/286 2.1仍使用真實模式記憶模式，但首次支援HMA。Windows/386則使用保護模式記憶模式，加上EMS模擬。
在2.03版本和後期的3.0版本，蘋果指控微軟抄襲麥金塔的外觀，例如重叠視窗。但在1989年，大部份的指控被撤銷。

### Windows 3.0
微軟在1990年發行的Windows 3.0非常成功。除了改進應用程式的能力之外，还有個人電腦的圖像處理能力改良（使用VGA顯示卡），和使用保護模式記憶模式，應用程式能比較容易運用更多的記憶體。令個人電腦能和麥金塔一較高下。
Windows3.0可在真實（8086实模式），標準（80286保护模式），和80386增强模式上運行，而且和当时所有Intel微處理器相容。Windows可以檢查最佳的運行模式，雖然亦可以強制設定要求的模式。這是第一個在保護模式下執行應用程式的版本。為了和以前的版本兼容，應用程式限制在16位元的環境中，無法充分发挥386微處理器的32位元能力。
多個月後，多媒體版本的Windows發行（Windows 3.0 with Multimedia Extensions 1.0）。它包括第一個音效卡／CD-ROM多媒體工具，例如MS Bookshelf。它可作為Windows 3.1多媒體功能的預告。
Windows 3.0十分成功，在兩年內便賣出超過一千萬套，成為微軟重要的收入来源。亦令微軟更改它早期的計劃。

### Windows 3.1x
作為對OS/2 2.0發行的回應，微軟開發Windows 3.1，它主要是修正Windows 3.0的一些問題和引入多媒體功能，並加入TrueType向量字型。它不再支援真實模式，只可在80286或後期的微處理器上運行，并且可利用虛擬記憶體，使Windows容許MS-DOS軟件有更好的多任务表現。微軟接着發行Windows 3.11，它實際是Windows 3.1加上其所有的修正。
同時，微軟發行Windows for Workgroups，它主要改良網絡驅動設備程式和協定堆疊，並且支援點對點網絡。使用者可下載TCP/IP協定堆疊的支援，以連上網際網絡。Windows for Workgroups共有二種版本：WfW 3.1和WfW 3.11。
這些版本和Windows 3.0一樣大受歡迎。雖然3.1x系列仍缺乏OS/2大部份重要功能，例如長檔名支援，易上手的使用者桌面，系統保護等。微軟照樣橫掃操作系統和圖像介面的市場，Windows API成為軟件產業的標準。

## 以Windows 9x为基础的Windows
注意：Windows 9x也是以DOS为基础。

### Windows 95
Windows 3.11後，微軟開始開發下一代的操作系统，代號為Chicago。Chicago项目被設計為完整的32位元系統和支援強制性多工，類似OS/2和Windows NT，以改善Windows 3.11的穩定性。系统多個部份被重新編寫或改良。Win32 API定位為標準介面，但保持Win16相容性。最初并未计划将新的面向对象的GUI作为Chicago项目的一部分，尽管随着Cairo项目的腰斩，Cairo用户界面被并入至Chicago项目继续开发。
因為相容性，效能和開發時間，微軟沒有把Chicago项目的所有代码改寫為32位元，而是部分保留了16位。出于向后兼容性的考虑，有必要从早期版本的Windows继承设计决策，即使这些设计决策不再与更现代的计算环境匹配。这些因素最终开始影响操作系统的效率和稳定性。 
1995年8月24日，微軟市场营销将Windows 95作为Chicago项目的正式产品名称。并从其发布中获得了双重收益：首先，它使消费者无法在更便宜的非MS-DOS上运行Windows 95。其次，尽管从未将DOS的痕迹从系统中完全删除，并且MS-DOS 7将作为引导过程的一部分进行短暂加载，但是Windows 95应用程序仅在386增强模式下运行，具有平坦的32位地址空间和虚拟记忆。这些功能使Win32应用程序可以处理数据高达2 GB的虚拟內存（为操作系统保留了2 GB），并且在理论上防止它们无意间破坏了其他Win32应用程序的内存空间。在这方面Windows 95的功能更接近Windows NT，尽管Windows 9x在不进行模糊的系统调整的情况下不支持超过512 MB的物理內存。
同時IBM繼續發行OS/2，分別為OS/2 3.0 和 4.0（又名Warp）。为了回应对OS/2 2.0对计算机硬件的高要求的批评，对3.0进行了速度和大小方面的优化。在Windows 95发布之前，甚至已经预先安装了OS/2 Warp 3.0，并附带了几个大型德国硬件供应商链。但是随着Windows 95的发布，OS/2逐漸失去市場。
OS/2未能获得大量市场份额的原因不明。OS/2继续运行Windows 3.X应用程序时，除Win32 API的Win32s子集外，它不支持任何其他功能（请参见上文）。与Windows 3.X不同，IBM无法访问Windows 95的源代码，并且不愿意花费时间和资源来模拟Win32 API的移动目标。IBM随后将OS/2引入了美国诉微軟一案，将不公平的营销策略归咎于微软。
Windows 95 共有五種版本：
- Windows 95 Original Release
- Windows 95 A，包括Windows 95 Service Pack 1
- Windows 95 B，OSR2，包括一些改良例如Internet Explorer 3和FAT32的支援
- Windows 95 B USB，OSR2.1，包括基本的USB支援
- Windows 95 C，OSR2.5，包括以上所有功能和Internet Explorer 4.0，是最後的Windows 95版本

OSR2、OSR2.1和OSR2.5並沒有對公眾發行，而是給與廠商預先安裝在電腦上。

### Windows 98
Windows 98（代号为Memphis）是Windows 95的小規模升級版，它包括新的硬件驅動程式和FAT32檔案系統，後者支援大於2 GB的硬碟。Windows 98亦把Internet Explorer整合至Windows介面和Windows檔案管理員中。
1999年，微軟發行Windows 98 Second Edition，主要新增功能為因特网连接共享，容許多部電腦共用一個互聯網連接。此外還修正了不少問題，所以被認為是基於Windows 9x核心中最穩定的版本。

### Windows Me
2000年9月，微軟發行Windows Me（Millennium Edition）。相比Windows 98，它主要在多媒體和互聯網功能上有所增強，并且首次引入「系统還原」功能。當系统損壞時，用户可以把系统還原至上一個「正常」的狀態。軟件Windows Movie Maker亦首次包括在內。
Windows Me本是作為介於Windows 98和Windows XP間的過渡產品，所以Windows Me并不認為是「獨特」的作業系統。在許多情況下，使用Windows 98SE的用戶可以透過Windows Update機制提升到十分接近Windows Me的水準。對Windows Me的主要批評為不夠穩定和缺乏對DOS真實模式的支援。所以又被戲稱為錯誤版本（Mistake Edition）。

## 以Windows NT内核为基础的Windows

### OS/2
在80年代中末期，微軟和IBM合作開發OS/2以取代DOS，設計上會利用286微處理器的保護模式能力，可以使用多達16MB記憶體。OS/2 1.0於1987年發行，支援多工和可以運行DOS程式。
但直至1988年發行版本1.1時，才有一個稱為Presentation Manager的圖像介面。雖然有些使用者認為它優於Windows，但它的API與Windows不相容。
1989年發行版本1.2，引入名為HPFS的新檔案系統，以取代DOS的FAT系統。
在90年代初期，微軟和IBM的合作關係開始出現問題。微軟希望繼續開發Windows，IBM卻認為應該把資源放在OS/2。為了解決這些問題，雙方同意IBM可以繼續開發OS/2 2.0去取代OS/2 1.3和Windows 3.0，而微軟則開發一個新的作業系統OS/2 3.0。
但這個協議很快便決裂，微軟和IBM的合作關係亦正式終結。IBM繼續開發OS/2，微軟則改為開發Windows NT。但根據協議，雙方保留使用OS/2和Windows的技術的權利。
下一版本1.3修正一些1.x的問題。1988年IBM發行版本2.0，這是一個重大的改良，它引入一個稱為Workplace Shell的物件導向的圖像介面，微軟在Windows 95中也參考了它。版本2.0也完整地支援32位元，提供優異的多工能力，程式亦可使用多達4G記憶體。但內部仍有一些16位元程式碼，例如驅動設備程式也是16位元的。而且因為IBM保留使用OS/2和Windows程式碼的權利，所以OS/2 2.0能運行DOS和Windows 3.0的程式。
在這個時候，誰會勝出這場被稱為「桌面戰爭」仍是未知之數，但OS/2最終還是沒辦法獲得足夠的市場接受。

### Windows NT 3.x
同时，微軟正在计划開發Windows NT，從DEC聘請戴夫·卡特勒這位VMS的主要設計師。卡特勒曾開發VMS的下一代：Mica，當DEC停止這個計劃後，卡特勒把Mica的技術和開發團隊帶到微軟。DEC認為Cutler帶走Mica的程式碼，為此微軟要付給DEC共1.5億美金和同意在NT上支援DEC的Alpha處理器。
Windows NT 3.1的Beta版本初次在1992年七月的专业开发者大会出現，在這個會議上，微軟宣佈有意開發一個作業系統以整合Windows NT和Windows 3.1的後繼者（Windows 95，代号Chicago），名為“Cairo”，但直至Windows XP才能實現。不過Cairo项目比微軟當初想像的要困難得多，所以部份的技術現在還未能完成，例如Cairo对象文件系统（即后来的WinFS），最后微软宣布停止开发WinFS，并将逐步为WinFS开发的技术并入其他产品和技术中，尤其是Microsoft SQL Server。
在NT上開發驅動程式要困難得多，再加上当时Windows NT對硬體的要求太高，而且它的圖形介面和Windows 3.1一樣不及OS/2，令Windows NT無法取代Windows 3.1。
但NT優異的網路能力，和先進的NTFS檔案系統，令NT極適合伺服器市場，Windows NT 3.51是微軟首次進入這個市場的產品，並逐漸奪取Novell的市場。
微軟最初为Windows NT开发的最大優勢是新的32位API，称为Win32。从那时起，Microsoft将较早的16位API称为Win16。Win32 API具有三个实现级别：用于Windows NT的完整实现，用于Chicago的子集（最初称为Win32c）缺少企业用户当时主要感兴趣的功能（例如安全性和Unicode支持）以及一个更有限的子集叫做Win32s可以在Windows 3.1系统上使用。儘管Windows NT和Chicago之間的架構有很大差異，微軟還是允諾Win32 API在它們間盡量相容。
Windows NT 3.x经历了三个版本（3.1、3.5和3.51），更改主要是内部的，反映了后端更改。3.5增加了对新型硬件的支持，并提高了性能和数据可靠性。3.51主要是为了更新Win32 API，使其与在Windows 95中为Win32c API编写的软件兼容。

### Windows NT 4.0
Windows NT 4.0是Windows NT 3.51的后继产品，作為進入工作站市場的嘗試，于1996年7月发布。在其主要特色為使用Windows 95介面，但基於Windows NT核心。
Windows NT 4.0共有五種版本：
- Windows NT 4.0工作站
- Windows NT 4.0伺服器
- Windows NT 4.0伺服器，企業版
- Windows NT 4.0終端伺服器
- Windows NT 4.0嵌入式系统版

### Windows 2000
微軟發行Windows 2000（早期稱作Windows NT 5.0）。它成功地部署在伺服器和工作站市場上。它參考了Windows 98的一些優點，尤其是使用者介面方面。
雖然Windows 98的用户可以升級為Windows 2000，但微軟並不視Windows 2000為家庭客户的目標。Windows 9x的產品線繼續發展並且發行新的版本Windows Me。
Windows 2000共有四種版本：
- Windows 2000專業版
- Windows 2000伺服器
- Windows 2000高級伺服器
- Windows 2000數據中心伺服器

### Windows XP
在2001年，微軟發行Windows XP，它整合了Windows 2000和Windows Me的功能。Windows XP使用了Windows NT 5.1的核心，它的發行，標誌着Windows NT開始普及並進入家庭客戶的市場，和16位元時代的終結。
Windows XP有多種版本：
- Windows XP Home Edition，目標為桌面電腦和筆記本電腦的使用者
- Windows XP Home Edition N，和上一項相同，但根據歐盟的規定，不會預先安裝Windows Media Player
- Windows XP Professional Edition，目標為商務和專業使用者
- Windows XP Professional Edition N，和上一項相同，但根據歐盟的規定，不會預先安裝Windows Media Player
- Windows XP Media Center Edition，於2002年6月發行，目標為桌面電腦和筆記本電腦的使用者，但着重影音方面的功能
  - Windows XP Media Center Edition 2003，於2002年9月發行
  - Windows XP Media Center Edition 2004，於2003年11月發行
  - Windows XP Media Center Edition 2005，於2004年12月發行
- Windows XP Tablet PC Edition，用於平板电脑（裝置有觸控螢幕的筆記本電腦）
- Windows Embedded Standard 2009（原名Windows XP Embedded），用於嵌入式系统
- Windows XP Starter Edition，目標為發展中國家的新使用者
- Windows XP Professional x64 Edition，於2005年4月發行，实为Windows Server 2003 64位版本的桌面版，用於64位元微處理器系統（AMD稱為AMD64，Intel稱Intel EM64T）
- Windows XP 64-bit Edition，用於Intel的Itanium微處理器系統，使用模擬的方式支持32位元軟件。於2005年9月停止研發，因為再没有廠商製造使用Itanium的工作站。
- Windows Fundamentals for Legacy PCs，基于Service Pack 2修改，在2006年三月发布的精簡客戶版本。只有參與微軟Software Assurance（英语：Microsoft Software Assurance）計劃的客戶才可使用。目標是給與這些公司一種昇級方案，令仍然使用Windows 95、98、Me和2000的舊電腦在未來數年仍有升級支援。大部份的應用程式都是經由远程桌面连接或思杰系統在遠端的電腦運行。

### Windows Server 2003
在2003年4月，微軟發行Windows Server 2003，這是Windows 2000 Server後的一個重大升級。它加入了不少安全功能，Manage Your Server簡化了伺服器的設定，而且改進了效能。它的版本是Windows NT 5.2。
在2005年12月，微軟發行Windows Server 2003 R2，它加入一些管理工具。
Windows Server 2003共有七種版本，
- 小型商務伺服器
- Web版
- 標準版
- 企業版
- 數據中心版
- 計算叢集版
- 儲存伺服器

#### Windows Home Server
Windows Home Server是微軟公司推出的一套家用伺服器作業系統。由微軟公司主席比爾·蓋茨在2007年1月7日的消费电子展中發佈的這個系統，將會成為為家中多部電腦進行檔案分享、自動備份、遙距存取等等的解決方案。此系統是建基於Windows Server 2003 SP2。
Windows Home Server已於2007年9月29日在日本上市。

### Windows Vista
在2007年1月30日，Windows Vista（原代號為Longhorn，版本号為Windows NT 6.0）正式發行。它引入了一種新的「限制使用者模式」，以取替現在的「默認是管理員的模式」，並且支援Windows OneCare Live、內置Windows Defender、防火牆以及用於硬碟加密的BitLocker，令Windows更加安全。另外，Windows Vista亦加入了全新的Windows Aero華麗介面，以及增強後的索引服務。
Windows Vista有多種版本：
- Windows Vista入門版（Starter）
- Windows Vista家庭普通版（Home Basic）
- Windows Vista家庭高级版（Home Premium）
- Windows Vista商用版（Business）
- Windows Vista企业版（Enterprise）
- Windows Vista旗舰版（Ultimate）

其中簡易版只在新兴市场国家（共139个）销售。
除Windows Vista入門版只有32位元外，其餘五個版本都會發行32位元（x86）和64位元（x64）兩種位元版本。

### Windows Server 2008
Windows Server 2008是微軟繼承Windows Server 2003的下一代伺服器作業系統。Windows Server 2008在進行開發及測試時的代號為Windows Server "Longhorn"。
Windows Server 2008是與Windows Vista（代號為Longhorn）相當的伺服器系統，兩者很可能將會擁有很多相同功能；Vista及Server 2008與XP及Server 2003間存在相似的關係。（XP和Server 2003的代號分別為Whistler及Whistler Server）

### Windows 7
Windows 7於2009年10月22日在全球公開發售，其核心沿用Vista的核心版本号为Windows NT 6.1。它繼續採用Windows Vista的Aero華麗特效，但效果略有减弱。
在Windows 7中，完全经过重新设计的任务栏可以将软件“固定”到上面。使用鼠标右键点按还有“跳转列表”，快速访问常用的项目。
自從Windows Vista時代以上的作業系統都支援多點觸控。為了讓觸控者便於點選，在Windows 7中特意加大了桌面按鈕，並加寬了下方開始與桌面按鈕。非觸控使用者，也可以手動縮小工作列圖示及桌面圖示。

### Windows 8
Windows 8沿用Windows 7的核心，版本号为Windows NT 6.2。
2009年11月，在微軟發行Windows 7之後便於美國洛杉磯舉行的「2009年微軟專業開發者大會」上展示的微軟最新產品路線圖，出現一個代號為“Windows 8”的產品，預告Windows 8將在2012年內推出。
2011年5月，微軟執行長巴爾默（Steve Ballmer）表示，2012年將推出Windows 8新作業系統，其將支援ARM架構，包括平板電腦、行動裝置、筆記型電腦等，預告微軟將持續發展5大類技術領域，包括更自然的使用者介面、語言、HTML和JavaScript、以及雲端技術。其中使用者介面將涵蓋語音辨識、體感辨識、手寫辨識，以及觸控式螢幕等。。
2011年6月，微軟官方正式對Windows 8開發進展的透露，Windows 8將會對應平板裝置，同時將會針對多點觸控操作模式予以調整，同時未來也將能以跨硬體平台的模式使用在各類裝置上，諸如手機或平板等行動裝置
2011年12月，微软正式公布了Windows Store的詳情，並宣布Windows 8 Beta將於2012年2月推出。
2012年6月，微软正式公布了Windows Phone 8，Windows Phone 8采用和Windows 8相同的内核。
2012年7月，微軟在加拿大多倫多召開年度全球合作夥伴大會，宣布Windows 8將在8月第1周發布RTM版，10月底正式販售。
2012年8月1日，Windows 8 RTM版編譯完成。RTM版將與零售版一同於10月25日一起上市。
2012年10月25日，微軟在紐約宣布Windows 8正式上市。

### Windows 8.1
Windows 8.1，核心版本号为Windows NT 6.3，是微軟針對Windows 8的升級版，於2013年10月17日正式發布。

### Windows 10 系列
Windows 10是續已發行的Windows 8、Windows 8.1、Windows Phone 8、Windows Phone 8.1、Xbox One系統、Windows Server 2012 R2後的新版作業系統。2014年9月30日，微軟正式發行技術預覽版，在2015年7月29日正式發行。
與此前不同的是，擁有Windows 7和Windows 8正版授權的用戶可以在2016年7月29日前（台灣時間），利用Windows 10免費升級方案免費升級至Windows 10，上述安排已於2023年9月20日結束。

### Windows Server 2016
2014年10月1日，微軟推出「Windows Server Technical Preview」，這是Windows Server 2016（當時仍稱vNext）的第一個測試版本，這一版本的目標使用者為企業使用者。第一個技術預覽版本原定於2015年4月15日發布，但後來微軟推出了一個工具導致該版本發布日期延期，直至2015年5月4日第二個技術預覽版本推出。2015年8月19日，Windows Server 2016的第三個預覽版本發布。2015年11月19日，Windows Server 2016的第四個預覽版本發布。2016年4月27日，微軟發布Windows Server 2016的第五個預覽版本。
Windows Server 2016於2016年9月26日正式推出，於同年10月12日正式發售。與前代不同的是，Windows Server 2016是根據處理器的核心數而非處理器的數量進行授權，在此之前，BizTalk Server 2013以及SQL Server 2014等就曾採用過這種授權方式。

### Windows 11
2021年6月24日，微軟舉行特別活動，推出代號為「Sun Valley」的下一代作業系統Windows 11，會在當天美國時間上午十一點發布。根據提前洩露的測試版，該版本系統介面類似於已取消的Windows 10X。
2021年10月5日，Windows 11正式發布。
界面变化与更新
Windows 11的界面有很大的改变，主要是為了提升触控平板用户的使用体验。
- 任务栏被移到了中间，界面动态效果有許多改變，右鍵菜單也被簡化、放大。
- Windows 11也新增了新功能，像是可以直接到微软商店安装安卓应用（第三方软件目前不确定能不能安装）
- 新增会记住第二个屏幕开过的窗口功能，当你把第二个窗口连接回过后会显示之前你开的窗口。
- 任务栏的右键菜單将不会显示任务管理器以及其他功能
- 把鼠标放在扩展窗口的按钮会显示可以排列窗口的选项
- 微软商店界面更新（限Windows 11用户才有的界面更新）
- 新的开机声和系統音效
- 全新的Auto HDR功能

更新要求
需要滿足TPM 2.0安全启动以及对CPU的要求。任何Windows 10的正版用户都可以免费升级。

### Windows 365
2021年7月14日，微软发布了Windows 365。由于它将在云上运行并流式传输到用户的设备，因此它可以在许多设备上使用，甚至可以在智能手机和其他设备上使用。它将主要面向商业用户。现在，它也支持Windows 10和Windows 11。

## 移动设备操作系统
微软针对移动产品而开发的精简行動裝置作業系统。包括Windows Mobile、Windows Phone和Windows 10 Mobile。

### Windows CE內核
- Pocket PC 2000
- Pocket PC 2002
- Windows Mobile 2003
- Windows Mobile 2003 SE
- Windows Mobile 5
- Windows Mobile 6
- Windows Mobile 6.1
- Windows Mobile 6.5
- Windows Mobile 6.5.3
- Windows Phone 7

### Windows NT内核
- Windows Phone 8/8.1
- Windows RT
- Windows RT 8.1
- Windows 10 Mobile

## 版本列表
MS-DOS產品和PC-DOS
- Windows 1.0
- Windows 2.0
- Windows 2.1（又名Windows/286和Windows/386）
- Windows 3.0、Windows 3.1、Windows 3.11（和Windows for Workgroups）
- Windows 3.1
- Windows 95（Windows 4.0）
- Windows 98（Windows 4.1）、Windows 98 Second Edition
- Windows Me（Windows 4.9）

### OS/2 產品的演變
- 16位元版本：OS/2 1.0（仅CLI）、1.1、1.2、1.3
- 32位元版本：OS/2 2.0、2.1、2.11、2.11 SMP、Warp 3、Warp 4

### 現在NT產品線的演變
- Windows NT 3.1、3.5、3.51
- Windows NT 4.0
- Windows 2000（NT 5.0）
- Windows XP（NT 5.1）
- Windows Server 2003（NT 5.2）
- Windows Vista（NT 6.0）
- Windows Server 2008（NT 6.0）
- Windows 7（NT 6.1）
- Windows Server 2008 R2（NT 6.1）
- Windows Home Server
- Windows 8（6.2）
- Windows Server 2012（NT 6.2）
- Windows 8.1（NT 6.3）
- Windows Server 2012 R2（NT 6.3）
- Windows 10（NT 6.4，现NT 10.0）
- Windows Server 2016（NT 10.0）
- Windows Server 2019（NT 10.0）
- Windows Server 2022（NT 10.0）
- Windows 11（NT 10.0）

| 日期           | 16位 x86平台                | 32位 x86(IA-32)平台                   | 64位 x86-64(AMD64)平台                | 開發代號                                              |
| -------------- | --------------------------- | ------------------------------------- | ------------------------------------- | ----------------------------------------------------- |
| 1985年11月20日 | Windows 1.0                 |                                       |                                       |                                                       |
| 1987年12月9日  | Windows 2.0                 |                                       |                                       |                                                       |
| 1990年5月22日  | Windows 3.0                 |                                       |                                       |                                                       |
| 1992年4月6日   | Windows 3.1                 |                                       |                                       | Janus                                                 |
| 1992年10月27日 | Windows for Workgroups 3.1  |                                       |                                       | Winball、Sparta                                       |
| 1993年7月27日  |                             | Windows NT 3.1                        |                                       | Razzle                                                |
| 1993年11月8日  | Windows for Workgroups 3.11 |                                       |                                       | Snowball                                              |
| 1994年9月21日  |                             | Windows NT 3.5                        |                                       | Daytona                                               |
| 1995年5月30日  |                             | Windows NT 3.51                       |                                       | Tukwila                                               |
| 1995年8月24日  | Windows 95                  | Windows 95                            |                                       | Chicago                                               |
| 1996年8月24日  |                             | Windows NT 4.0                        |                                       | SUR (Shell Update Release)、Indy                      |
| 1998年6月25日  | Windows 98                  | Windows 98                            |                                       | Memphis                                               |
| 2000年2月17日  |                             | Windows 2000                          |                                       | NT 5.0                                                |
| 2000年9月14日  | Windows Me                  | Windows Me                            |                                       | Millenium                                             |
| 2001年10月25日 |                             | Windows XP                            |                                       | Whistler                                              |
| 2003年4月25日  |                             | Windows Server 2003                   | Windows Server 2003                   | Whistler Server、Windows .NET Server                  |
| 2003年12月18日 |                             | Windows XP Media Center Edition 2003  |                                       | Freestyle                                             |
|                |                             | Windows XP Media Center Edition 2004  |                                       | Harmony                                               |
| 2004年10月12日 |                             | Windows XP Media Center Edition 2005  |                                       | Symphony                                              |
| 2005年4月25日  |                             |                                       | Windows XP Professional x64 Edition   |                                                       |
| 2006年7月8日   |                             | Windows Fundamentals for Legacy PCs   |                                       | Eiger                                                 |
| 2006年11月30日 |                             | Windows Vista 商業用途                | Windows Vista 商業用途                | Longhorn                                              |
| 2007年1月30日  |                             | Windows Vista 個人用途;在50個國家發佈 | Windows Vista 個人用途;在50個國家發佈 | Longhorn                                              |
| 2007年11月7日  |                             | Windows Home Server                   | Windows Home Server                   | Quattro                                               |
| 2008年2月27日  |                             | Windows Server 2008                   | Windows Server 2008                   | Longhorn Server                                       |
| 2009年10月22日 |                             | Windows 7                             | Windows 7                             | Blackcomb、Vienna、7（前两种可能都没有编译一个Build） |
| 2009年10月22日 |                             |                                       | Windows Server 2008 R2                |                                                       |
| 2011年4月5日   |                             |                                       | Windows Home Server 2011              |                                                       |
| 2012年10月26日 |                             | Windows 8/Windows RT（ARM架構）       | Windows 8/Windows RT（ARM架構）       |                                                       |
| 2012年10月26日 |                             |                                       | Windows Server 2012                   |                                                       |
| 2013年10月18日 |                             | Windows 8.1/Windows RT 8.1            | Windows 8.1/Windows RT 8.1            | Blue                                                  |
| 2013年10月18日 |                             |                                       | Windows Server 2012 R2                |                                                       |
| 2015年7月29日  |                             | Windows 10                            | Windows 10                            | Threshold Redstone Vibranium                          |
| 2016年9月26日  |                             |                                       | Windows Server 2016                   | Redstone                                              |
| 2018年10月2日  |                             |                                       | Windows Server 2019                   | Redstone                                              |
| 2021年8月18日  |                             |                                       | Windows Server 2022                   | Iron                                                  |
| 2021年10月5日  |                             |                                       | Windows 11                            | Sun Valley                                            |

## 其它
- Windows CE
- Windows Mobile
- Windows Phone
- Windows Embedded
- Windows Server

## 外部連結
- PC Magazine's long article titled "20 Years of Windows" （页面存档备份，存于）
- Old Os (help get your old PC surfing again)
- ToastyTech GUI Gallery (screenshots of early versions of Windows) （页面存档备份，存于）
- Windows NT and VMS: The Rest of the Story (discussion of VMS and WNT similarities)
- Early Windows history (1982-1993)